# Nuevo Torno Largo
Nuevo Torno Largo es una colonia del municipio de Paraíso ubicado en la subregión de la Chontalpa del estado mexicano de Tabasco.

## Geografía
La localidad se ubica a 6.6 kilómetros (en dirección sudeste) de la localidad de Paraíso, la cabecera y lugar más poblado del municipio. Se sitúa en las coordenadas geográficas 18°25′58″N 93°09′48″O / 18.432778, -93.163333, a una elevación de 2 metros sobre el nivel del mar.

## Demografía
Según el Conteo de Población y Vivienda 2020, efectuado por el Instituto Nacional de Estadística y Geografía, la localidad de Nuevo Torno Largo tiene 1,696 habitantes, de los cuales 860 son del sexo masculino y 836 del sexo femenino. Su tasa de fecundidad es de 2.3 hijos por mujer y tiene 432 viviendas particulares habitadas.
| Gráfica de evolución demográfica de Nuevo Torno Largo entre 1921 y 2020 |
|                                                                         |
| INEGI.                                                                  |